# Гартлі (Делавер)
Гартлі (англ. Hartly) — місто (англ. town) в окрузі Кент штату Делавер США. Населення — 73 особи (2020).

## Географія
Гартлі розташоване за координатами 39°10′6″ пн. ш. 75°42′44″ зх. д. / 39.16833° пн. ш. 75.71222° зх. д. (39.168376, -75.712346).  За даними Бюро перепису населення США в 2010 році місто мало площу 0,15 км², уся площа — суходіл.

## Демографія
Згідно з переписом 2010 року, у місті мешкали 74 особи в 28 домогосподарствах у складі 21 родини. Густота населення становила 484 особи/км².  Було 34 помешкання (222/км²).
Расовий склад населення:
| - 97,3 % — білих - 1,4 % — вихідців з тихоокеанських островів - 1,4 % — корінних американців - 0,0 % — осіб інших рас |

Частка іспаномовних становила 0,0 % від усіх жителів.
За віковим діапазоном населення розподілялося таким чином: 27,0 % — особи молодші 18 років, 64,9 % — особи у віці 18—64 років, 8,1 % — особи у віці 65 років та старші. Медіана віку мешканця становила 38,3 року. На 100 осіб жіночої статі у місті припадало 94,7 чоловіків;  на 100 жінок у віці від 18 років та старших — 107,7 чоловіків також старших 18 років.
Середній дохід на одне домашнє господарство  становив 111 288 доларів США (медіана — 64 167), а середній дохід на одну сім'ю — 118 755 доларів (медіана — 65 000). За межею бідності перебувало 14,8 % осіб, у тому числі 30,8 % дітей у віці до 18 років та 0,0 % осіб у віці 65 років та старших.
Цивільне працевлаштоване населення становило 28 осіб. Основні галузі зайнятості: публічна адміністрація — 32,1 %, будівництво — 21,4 %, інформація — 17,9 %, освіта, охорона здоров'я та соціальна допомога — 17,9 %.